# Friesenbach
Der Friesenbach ist ein ca. zehn Kilometer langer rechtsseitiger Nebenfluss der Weißen Elster in Höhe von Plauen.

## Name
Der Name stammt vom altsorbischen Wort *breza für 'Birke' ab und wurde als (mhd.) *Vriesen ins Deutsche übernommen.

## Verlauf
Der Friesenbach entspringt auf offener Feldflur südwestlich des Ortes Theuma auf 450 m ü. NHN und wird unmittelbar an der Quelle zu einem kleinen Teich aufgestaut. Von dort fließt er begradigt, aber mit Baumreihe und Wiesen gesäumt, zunächst in westliche Richtung. Auf 600 Meter Länge bildet der Bach dabei die Grenze zwischen Theuma und der zur Gemeinde Tirpersdorf gehörenden Ortschaft Schloditz. Kurz darauf passiert der Bach die Stadtgrenze von Plauen und verlässt Plauen bis zu seiner Mündung nicht mehr. Der Bach kann im Stadtgebiet überwiegend in seinem natürlichen Bett fließen, mäandert frei über Wiesen und wird von einzelnen Bäumen, manchmal auch von Wald und selten von Häusern, flankiert.

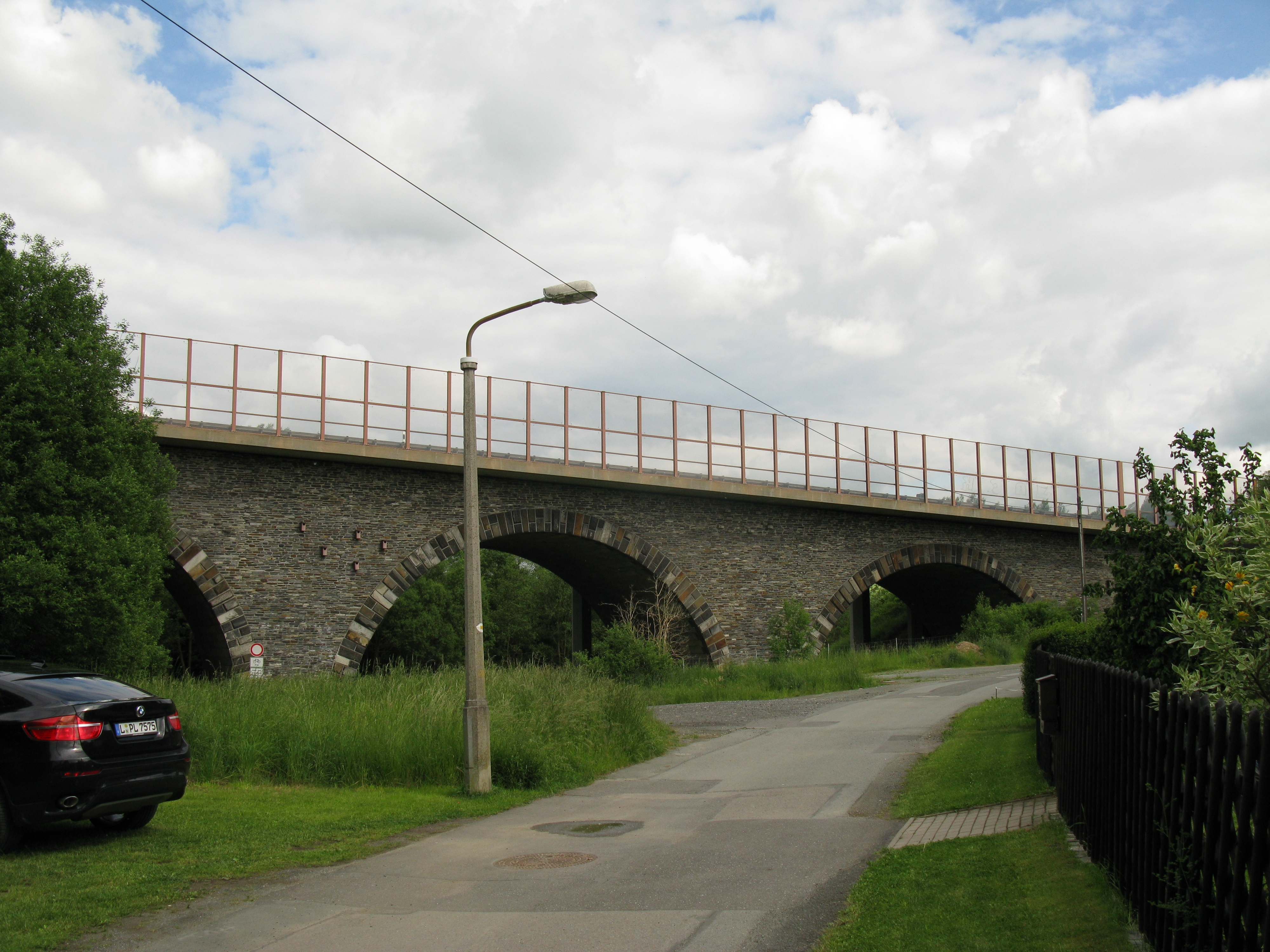
Die A72 überquert den Friesenbach über die Friesenbachtalbrücke in Kleinfriesen

An der Ferbigmühle nimmt der Friesenbach den von Süden kommenden Ferbigbach auf und fließt weiter in Richtung Norden. Parallel zum Ferbigbach wurde in den 1930er Jahren, unter Ausnutzung des durch den Bach bedingten geringeren Gefälles, die Autobahn A 72 gebaut. Sie begleitet nun auch auf 2,5 Kilometer Länge den Friesenbach, bis sie ihn in Höhe des Plauener Ortsteiles Sorga mit der 200 Meter langen Friesenbachtalbrücke überquert. Zuvor hat der Bach den von den Ortsteilen Oberlosa und Stöckigt kommenden Stöckigtbach und den aus Richtung des Ortsteiles Großfriesen kommenden Kaltenbach aufgenommen. Der Friesenbach speist kurz darauf den Gondelteich Kleinfriesen, den er aber nicht direkt durchfließt. Weiterhin in Kleinfriesen überquert ein noch bestehendes Viadukt der demontierten Eisenbahnstrecke Plauen–Bergen–Falkenstein/Vogtl. das Tal. Die daneben befindliche Rangmühle war noch bis 1980 in Betrieb.
Mit Unterquerung des Autobahnzubringers B 173 tritt der Friesenbach  in das Landschaftsschutzgebiet (LSG) Unteres Friesenbachtal ein, ein landschaftlich reizvolles Erholungsgebiet vor allem für die Bewohner der nahen Plauener Plattenbausiedlung Chrieschwitzer Hang. Mit Eintritt in den Ortsteil (Alt-)Chrieschwitz verlässt der Friesenbach das LSG, durchfließt Chrieschwitz und mündet in einer Höhe von 322 m ü. NHN in die Weiße Elster. Im Mündungsbereich ist der Friesenbach in das Hochwasserschutzsystem der Weißen Elster eingebunden und mit Dämmen versehen.